# 曲发菌属
曲发菌属为泉髮菌科的一个属。该属的模式种为产毛曲发菌（Toxothrix trichogenes）。

## 下属物种
- 产毛曲发菌 Toxothrix trichogenes (Cholodny, 1924) Beger, 1953